# Indian Knoll
Koordinaten: 37° 15′ 48″ N, 86° 58′ 23,3″ W
Unter dem Namen Indian Knoll (Kuppe, Hügel) ist eine archäologische Fundstätte südlich von Rockport im Nordwesten des Bundesstaats Kentucky in den USA bekannt, die zu den National Historic Landmarks zählt. Sie liegt am Green River und stammt aus der archaischen Periode, wo sie auf etwa 3000 bis 2000 v. Chr. datiert wird. Die Stätte war fast drei Jahrtausende lang bewohnt. Darin wurden 55.000 Artefakte und die Überreste von 1178 Menschen entdeckt.
Sie erstreckt sich über eine Fläche von etwa einem Hektar und besteht aus einem als shell midden bezeichneten, langgestreckten, elliptischen Hügel von rund 8000 m² Fläche, der aus künstlich dort angesammelten Schalen von Meeresschnecken und Muscheln zusammengesetzt ist. Der Hügel war bis zu 1,5 m hoch, die Ablagerungen bis zu 2,5 m tief.
Die Fundstätte hat einer archäologischen Phase, der Indian Knoll phase den Namen gegeben, so dass auch andere Fundstätten unter diesem Namen subsumiert werden.

## Kulturraum
Außer Indian Knoll liegen am Oberlauf des Green River eine große Zahl weitere shell midden sites aus der mittleren und späten Archaischen Periode. Weitere Fundorte aus derselben Epoche, die wesentliche kulturelle Züge mit Indian Knoll und der Green River verbinden, wurden am Ohio River, dessen Zufluss Tennessee River und dem nördlicher gelegenen Illinois River gefunden. Sie alle haben die shell middens gemeinsam und insbesondere die Stile der Knochen-Nadeln lassen den nördlichen Südosten in der archaischen Periode als gemeinsamen Raum mit kulturellem Austausch erscheinen.

## Shell middens
Shell middens entstanden aus Küchenabfall, den Kalkschalen, die bei der Zubereitung von Mollusken (Meeresschnecken, Muscheln) anfielen. Indian Knoll steht hier in einer Tradition, die über den gesamten Südosten der Vereinigten Staaten existiert und in kulturell eigenständiger Form auch an allen Küsten Nordamerikas in den gemäßigten Breiten vorkommt. Die gestalteten Formen, häufig sind ring- oder halbkreisförmige Anlagen, lassen aber eine systematische Ablagerung annehmen. Über ihren Zweck gibt es eine Vielzahl an Theorien. Sie könnten aus Wohnplätzen entstanden sein und von den Jägern und Sammlern immer wieder aufgesucht worden sein, wobei die Menschen auf dem Hügel ihr Lager errichteten. Diese Nutzung könnte aus der Notwendigkeit entstanden sein, erhöhte Lagerplätze zu schaffen, die vor Überflutungen am Flusslauf geschützt waren. Wenn diese Annahme zutrifft, könnten aus der Form der middens Annahmen über die Sozialstruktur der damaligen Menschen abgeleitet werden, die die vorherrschenden Annahmen über eine egalitäre Kultur ohne Führer in Frage stellen. Herausgehobene Stellen wie das Zentrum eines Rings oder die Mitte eines Halbkreises wären dann von herausgehobenen Personen bewohnt worden.
Andere Stimmen nehmen eine überwiegend oder ausschließlich rituelle Nutzung der middens an, wobei eine scharfe Trennung zwischen Ritual und profanen Handlungen in der achaischen Periode kaum sinnvoll ist. Shell middens wären dann Orte für wiederholte oder regelmäßige spezielle Ereignisse, die mit dem Verzehr großer Mengen von Schnecken und Muscheln begangen wurden. Dabei müssen die Beteiligten an den einzelnen Festen auch nicht identisch sein. Weil middens aus Küchenabfällen entstanden und die Formen zwar eine bewusste Gestaltung, nicht aber einen zentralen Plan verlangen, könnten sie über längere Zeiträume von verschiedenen nomadischen Gruppen weitergebaut worden sein. Sie symbolisieren dann die lockeren und instabilen Strukturen einer Bevölkerung in der Gründungsphase von Gesellschaften.
Der Indian Knoll midden und andere große middens werden in der Literatur gelegentlich als shell mounds bezeichnet, was eine Parallelität zu den Erdwerken herstellt, die Mound genannt werden, und die in der archaischen Periode am Unterlauf des Mississippi Rivers aufkamen. Andere Autoren kritisieren dieses Sprachgebrauch und verweisen darauf, dass Mounds mit der Absicht errichtet wurden, das Landschaftsbild zu gestalten und sich einen Ort dadurch kulturell anzueignen. Die Entstehung von middens ist hingegen ungeklärt. Die ersten Ausgräber sprachen bewusst neutral von shell heaps, Molluskenschalen-Haufen. Wenn shell middens ohne Plan, Leitung oder Kontrolle durch das Zusammenwirken über längere Zeit entstanden, dann wäre der Begriff Mound erst den einige hundert Jahre später begonnenen Anlagen wie Watson Brake und schließlich der Höhepunkt mit Poverty Point weiter südlich vorbehalten. Diese setzen wenn schon nicht eine geschichtete Gesellschaft so doch eine Form von Führung voraus, auch wenn die ersten Ansätze möglicherweise ähnlich wie die shell middens begonnen wurden.

## Artefakte und Fundobjekte
Indian Knoll barg über 55.000 Artefakte und die Überreste von 1178 menschlichen Individuen jeden Alters. Die Grabbeigaben legen eine gewisse gesellschaftliche Differenzierung nahe, doch richteten sich die beigegebenen Objekte eher nach Geschlecht und Alter. Daher wird angenommen, dass es sich eher um persönliches Eigentum der Verstorbenen handelt, eine ausgeprägte gesellschaftliche Differenzierung noch nicht bestand. Den Männern wurden dabei Beile und Werkzeuge zur Holzbearbeitung beigegeben, dazu Angelhaken, Werkzeuge aus Geweih für die Feuersteinbearbeitung, Äxte, schließlich Dinge, die möglicherweise Medizinbeuteln zuzuordnen sind. Ausschließlich Frauen wurden Steine zum Knacken von Nüssen, Perlen aus Knochen, Mörser und Steinkratzer beigegeben. Nur etwa ein Drittel der Gräber wies Grabbeigaben auf, etwa 4 % der Gräber enthielten Beigaben, die aus weit entfernten Gegenden stammten, wie etwa Schmuck aus Kupfer oder Meeresschnecken und Muscheln vom Golf von Mexiko. 

### Bannersteine

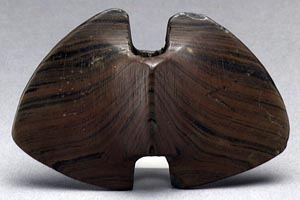
Bannerstein aus Ohio, ca. 2000 v. Chr., Schiefer, Höhe: 5,9 cm. Diese Form wird als double-notched butterfly bezeichnet. The Michael C. Rockefeller Memorial Collection.

Ein Typ archäologischer Objekte, der in Indian Knoll erstmals entdeckt wurde, löste einen langwierigen wissenschaftlichen Streit aus, der als bannerstone controversy in die Wissenschaftsgeschichte einging. Die ersten Funde von durchbohrten, polierten Steinobjekten in Gräbern wurden ab Mitte des 19. Jahrhunderts unter dem Namen Banner stones als Zeremonialobjekte, insbesondere rituelle Äxte interpretiert. 1916 veröffentlichte Moore seine Funde hakenförmiger Stücke von Geweihen zusammen mit banner stones unterschiedlicher Formen. Er interpretierte sie als Werkzeuge für die Herstellung von Fischernetzen, insbesondere zum Knüpfen regelmäßiger Maschen. Im Rahmen der New Deal fanden weitere Ausgrabungen in Indian Knoll, am Green River und in der weiteren Region statt. Byron Knoblock stellte daraus eine Übersicht über die verschiedenen Typen zusammen, die bis heute als maßgeblich gilt. William Webb widersprach den Thesen. Er deutete die Haken als Speerschleuder, in Nordamerika als Atlatl bekannt. Die Steinobjekte interpretierte er – als Professor für Physik – als Gewichte, die nahe dem hinteren Ende des Atlatls befestigt, den Impuls des Wurfes verstärken sollten. In der Folge veröffentlichte Webb 1957 ein Buch über die Technik des Atlatl-Wurfs und entwickelte darin Theorien, wie auch die flachen, flügelförmigen Bannersteine diesen Zwecke gedient haben können, weil sie die Masse des Steins ins Zentrum der beim Wurf entstehenden Schwingungen verlegen. Moderne Untersuchungen widersprechen jedoch dieser These. Ein Atlatl verstärkt beim geübten Benutzer die Wurfkraft und -weite, aber er muss gleichzeitig leicht und steif sein, um nicht beim Wurf durch Biegung in der Schleuder Energie zu verlieren. Ein Gewicht an der Sperrschleuder ist daher schädlich.
Die Fundsituation der Bannersteine erlaubt keine Entscheidung der Kontroverse. Über die Hälfte der Funde wurden in Gräbern gemacht, wobei Bannerstones sich als Grabbeigaben nahezu gleichmäßig auf Gräber von Männern, Frauen und Kindern verteilen. Ein signifikanter Teil der in Gräbern gefundenen Bannerstones ist zerbrochen, wobei es starke Hinweise darauf gibt, dass sie absichtlich zu zeremoniellen Zwecken zerstört wurden. Die Qualität vieler Formen und der Aufwand beim Polieren der Steine spricht gegen reine Gebrauchsobjekte und lässt eine kulturelle Nutzung annehmen. Der zweiflügelige Typ Bannersteine ist bei fast allen Fundobjekten aus besonders ausgesuchtem Gestein mit feiner Maserung und einer Form, die parallel zur Maserung läuft, gefertigt. 
Gegen eine Nutzung als Atlatl-Gewicht spricht schließlich die Verteilung der Funde. Bannerstones wurden nur im Südosten der USA gefunden, während Speerschleudern von Kulturen auf der ganzen Welt verwendet wurden.

### Perlen, Kupfer, Gehäuse von Meeresschnecken
Insgesamt fand man 18.378 Perlen (beads), die sich auf 143 Gräber verteilten. Etwa 65 % davon waren Beigaben für Kinder und Jugendliche. Eine Häufung von Beigaben in Kindergräbern findet sich auch an zahlreichen anderen Grabungsplätzen, etwa von Kupfer. 42 Toten wurden Gehäuse von Meeresschnecken beigelegt, die aus dem rund 1200 km entfernten Florida oder aus anderen küstennahen Gebieten am Golf von Mexiko stammten (Große Fechterschnecke Lobatus gigas, die Zwergolivenschnecke Olivella sowie die Randschnecke Marginella). Dabei fanden sie sich eher in Männer- (4,9 % oder 14 von 283 Individuen) als in Frauengräbern (2,3 % oder 5 von 220 Individuen). Kupferbeigaben, die zu rund 50 % in Kindergräbern gefunden wurden, stammten aus dem Gebiet der Großen Seen.

### Nahrungsüberreste, Kochmethode
Die Überreste tierischer Knochen ließen eine begrenzte Rekonstruktion der Ernährungsgewohnheiten zu. So fanden sich mehrere tausend Überreste von Weißwedelhirschen, Waschbären, vom Viginia- oder Nordopossum, ebenso wie 21 Skelette von Hunden. Hinzu kamen Gänse, einige Reptilien- und Fischarten. Zudem fanden sich große Mengen von Walnüssen und Eicheln. Zum Kochen wurden offenbar Sandsteine und Kieselsteine ins Feuer gelegt und die heißen Steine brachten das Wasser zum Kochen, in das sie gelegt wurden.

## Bestattungen
Die Gräber wurden als runde oder elliptische Löcher mit senkrechten Wänden in den Hügel gegraben und hatten einen flachen Boden. Einige von ihnen waren nur von geringer Tiefe, andere wurden bis zu 1,5 m tief eingegraben. Die Toten wurden gehockt eingewickelt und in die Gruben gelegt, die 60 bis 100 cm Durchmesser aufwiesen. Sie wurden offenbar straff eingewickelt und in die engen Gruben gelegt. Dabei sind gelegentlich ältere Gräber durch die Anlage jüngerer gestört worden, was bei der Enge der Belegung nicht überraschte. 
Die Fundsituation entspricht dem Bild, das man erwarten würde, wenn nomadisierende Jäger und Sammler häufig einen besonders günstigen Ort aufsuchen und soweit Mitglieder der Sippe dort sterben, ihre Toten zeitnah vor Ort begraben.

### Untersuchungen der Skelette
Die zahlreichen Skelette wurden hinsichtlich Geschlecht und Alter, aber auch Gesundheitszustand und Verletzungen untersucht. Dabei stellte sich heraus, dass die Kinder von Indian Knoll schneller wuchsen, als die der umgebenden Fundstätten, jedoch ein wenig langsamer, als die Kinder der zeitlich vergleichbaren Fundstätten in den Prärien oder in Europa. Von den rund 900 untersuchten Toten wiesen über 10 % Kopfverletzungen auf, 23 Verletzungen, die wahrscheinlich auf Projektilspitzen zurückzuführen sind. Bei einem Mann steckte sogar eine steinerne Spitze in einem Knochen (burial 537). Die durchschnittliche Lebenserwartung war, trotz guter Ernährung, äußerst niedrig. Neugeborene hatten eine Lebenserwartung von durchschnittlich 18,6 Jahren. Damit lag sie nur halb so hoch wie in anderen indigenen Gesellschaften, deren Lebenserwartung sich in Nordamerika ermitteln ließ. Viele litten unter Arthritis, Karies war weitgehend unbekannt und trat eher im Alter auf.

### Verletzungen
1993 bis 1996 wurden 917 Individuen aus drei Fundstätten, davon 459 aus Indian Knoll, 240 aus Ward und 218 aus Carlston-Annis, also aus den drei spätarchaischen Begräbnisstätten in Kentucky, auf Verletzungen untersucht, die sie zu Lebzeiten oder nach ihrem Tod davongetragen hatten. Dabei versuchte man zwischen Kampf- oder Jagdverletzungen – etwa Stich- oder Hiebspuren – und solchen Spuren zu unterscheiden, die auf die Mitnahme von Trophäen hinwiesen. Dies konnten etwa Hinweise auf Skalpieren, Enthaupten oder das Abschneiden der Extremitäten sein. Dazu mussten diejenigen Skelette identifiziert und aussortiert werden, deren Verletzungen auf Entfernung des Fleisches nach dem Tod hinwiesen, was sehr selten war, oder auf tierische Bissspuren. Dann unterteilte man die verbliebenen Individuen danach, ob die Wunden unverheilt waren, ob sie im Begriff standen zu verheilen, oder ob sie bereits verheilt waren. Dabei stellte sich heraus, dass Verletzte oftmals gemeinsam beigesetzt worden waren. Dies gilt in Indian Knoll für 33,3 % der Toten, in Ward sogar für 46,2 % der Fälle. Umgekehrt ließen sich bei den Toten in Gräbern mit mehreren Skeletten in rund 50 % der Fälle Verletzungsspuren nachweisen. 76,7 % der sicher als männlich oder weiblich identifizierbaren Skelette, die Verletzungen aufwiesen, waren Männern zuzuordnen. Insgesamt konnte nach dieser Studie an fünf Männern nachgewiesen werden, dass sie kurz vor oder nach ihrem Tod skalpiert worden waren, hinzu kamen 18 Enthauptete. 
Insgesamt kamen 44 Individuen ums Leben, an denen sich Kampfspuren nachweisen ließen. Davon wiesen 6 Heilungsspuren auf, sie sind also an diesen Verletzungen vermutlich nicht gestorben. 35 von 42 Verletzungen gehen auf Projektilspitzen zurück. Zwei Tote wiesen Spuren am Scheitelbein bzw. an der Innenseite eines Halswirbels auf, letzteres weist wahrscheinlich auf einen Angriff auf den Hals hin. Die bei weitem häufigste Verletzungsart weist auf den Einsatz von Keulen hin. In den Fundstätten in Kentucky wiesen osteologische Untersuchungen nach, dass 10,7 % der Toten solche Spuren aufwiesen, davon waren in zwei Dritteln der Fälle Männer betroffen. Über 90 % der Toten waren älter als 15 Jahre, es waren also nur wenige Kinder betroffen. Von allen, die solche Keulenspuren aufwiesen, hatten anscheinend die meisten diese Schläge überlebt. Nur in zwei Fällen sind die Männer nachweislich an diesen Schlägen verstorben. Während diese Art relativ leichter Verletzungen in Kentucky häufig vorkam, ließ sie sich in Tennessee nicht nachweisen. Sie weisen anscheinend auf Auseinandersetzungen innerhalb der Gruppen hin. Die Häufung von mehreren Männern, die Verletzungen aufwiesen, in einem Grab deutet hingegen auf Kriegerverbände hin, also auf externe Konflikte. 
Ob diese kriegerischen Tätigkeiten mit der Verengung des Jagdspektrums der beteiligten Gruppen und demzufolge Auseinandersetzungen um die Beute und die Jagdgebiete zusammenhängen, ist noch ungeklärt. Möglicherweise hängen die Konflikte zudem mit dem Entstehen von Stammesverbänden (tribalization) zusammen, die verhältnismäßig ortsfest und dauerhaft zusammen lebten. Es wird angenommen, dass die Bevölkerung an einem so günstigen Ort lebte, dass sie ihn oftmals mit Gewalt verteidigen musste.

## Grabungsgeschichte
Schon 1915 brachte Clarence B. Moore erste Forschungsergebnisse an die Öffentlichkeit. Er hatte 298 Skelette im Auftrag der Academy of Natural Sciences of Philadelphia ausgegraben. Auch konnte er frühe Tonverarbeitung und Töpferei nachweisen, damals eine vergleichsweise neue Erkenntnis, ebenso wie die Tatsache, dass diese Kulturen überaus weit zurückreichen. 
1939 und 1940 folgten weitere Untersuchungen, diesmal unter der Federführung der von Präsident Roosevelt gegründeten Works Progress Administration. Dieses Programm im Rahmen des New Deal diente der Arbeitsbeschaffung in der Weltwirtschaftskrise. Die Grabung war möglich geworden, weil eine heftige Überschwemmung im Jahr 1937 die dort stehenden Häuser zerstört hatte. Bei der Grabung stellte sich zum einen heraus, dass Moore die Lage der Objekte zueinander nicht sehr genau erfasst hatte, zum anderen konnten überraschenderweise noch erheblich mehr menschliche Überreste ausgegraben werden. Insgesamt waren dies rund 880 Individuen. Zudem wurden auch Hunde beigesetzt. Das Areal erwies sich als erheblich größer als erwartet. Spuren von Pfosten auf dem Hügel deuten darauf hin, dass dort einfache Unterkünfte gestanden haben.